# The Smiler

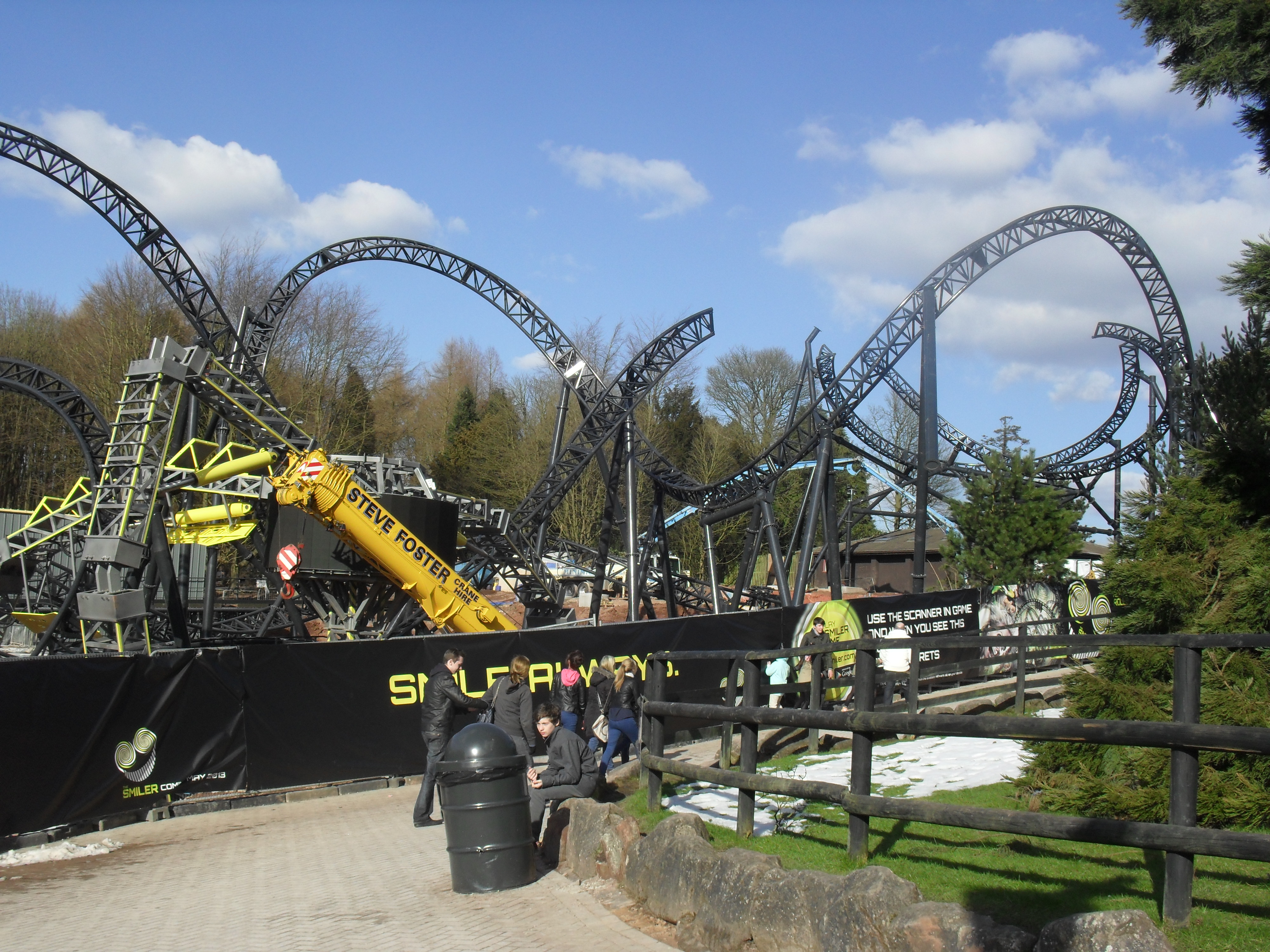
The Smiler in aanbouw.

The Smiler is een stalen achtbaan in het Britse attractiepark Alton Towers. De achtbaan is gebouwd door Gerstlauer en heeft met een totaal van veertien inversies het wereldrecord bij achtbanen. De achtbaan werd geopend op 31 mei 2013. De achtbaan heeft 2 Lifthills, een verticale en een van 45 graden. De ‘horror’achtbaan is gethematiseerd naar Hypnose en optische illusies.

## Geschiedenis

### Plannen
Plannen voor de constructie van The Smiler werden voor het eerst bekend in december 2011. Later werd bekend dat Gerstlauer de achtbaan zou bouwen. Toestemming voor de bouw van de achtbaan werd door de gemeente gegeven op 15 maart 2012. De attractie staat op de plek waar vroeger de Black Hole stond, die sinds 2005 gesloten was. Een maand na de toestemming lanceerde Alton Towers een website voor de achtbaan, waar hij toen nog de naam Secret Weapon 7 (SW7) droeg. Op hetzelfde moment begon de afbraak van Black Hole, die tot 6 mei 2012 duurde.

### Bouw
Een merkdepot door Merlin Entertainments Group suggereerde dat de achtbaan de naam The Smiler kreeg. Op 17 oktober 2012 werden diverse gegevens van de achtbaan bekendgemaakt, zoals de maximumsnelheid, lengte, duur, capaciteit en de kosten. De naam werd nog niet bekendgemaakt. Aan het eind van de maand kwamen de eerste delen van de achtbaan het park binnen. Op 7 december 2012 werd er begonnen met de bouw van de verticale constructie van de achtbaan.
De naam van de achtbaan werd bekendgemaakt in januari 2013. Zoals eerder verwacht, zou de achtbaan door het leven gaan als The Smiler. Op 28 maart 2013 werden de treinen van The Smiler opgeleverd. De verticale constructie werd voltooid in april 2013.

### Opening
De achtbaan zou eigenlijk in maart 2013 openen bij de start van het seizoen, maar door constructieproblemen moest dit worden uitgesteld tot 23 mei. Wegens problemen tijdens tests en een proefrit met de pers werd de opening opnieuw uitgesteld. De journalisten zaten 30 minuten vast in de achtbaan toen deze stil kwam te staan voor de eerste inversie. Uiteindelijk werd The Smiler geopend op 31 mei 2013.

## Ongeluk

### Gebeurtenis en nasleep
Op dinsdag 2 juni 2015 rond half drie 's middags vond een ernstig ongeluk plaats op de achtbaan. Een treintje gevuld met 16 personen botste op een andere trein die stilstond op de baan. De vier personen op de voorste rij raakten zwaargewond. Naar aanleiding van dit incident bleef het park Alton Towers van woensdag 3 juni tot en met zondag 7 juni 2015 volledig gesloten. Op 8 juni ging het park voor het eerst weer open, maar de X-sector (het themagebied met The Smiler) bleef nog steeds gesloten voor verder onderzoek. Op maandag 15 juni opende ook de X-sector weer, maar zonder The Smiler.
Na een lang onderzoek begon het park in de eerste week van september 2015 met een controle en keuring van de baan. Dit was de eerste activiteit op de achtbaan na het weghalen van de gebotste treinen. Op maandag 7 september 2015 kwam voor het eerst weer beweging in de achtbaan en vonden gedurende de dag testritjes plaats met lege wagentjes. Echt heropenen voor bezoekers deed de achtbaan in het daaropvolgende pretparkseizoen.

### Omstandigheden
De attractie had eerder op de dag technische problemen. Het stilstaande wagentje was leeg en was eerder verstuurd als test, maar was stilgevallen op de baan doordat het niet was gevuld met verzwaarde testpoppen. Vervolgens botste het volgende treintje op dit lege karretje.
Dat zou nooit mogen kunnen gebeuren, vermits achtbanen uitgerust zijn met een veiligheidssysteem dat ervoor zorgt dat er nooit twee treinen op dezelfde bloksectie zijn. Op 23 augustus 2015 liet Alton Towers weten dat een technicus een veiligheidswaarschuwing in het systeem had genegeerd en de trein de baan op had gestuurd, terwijl het systeem de trein eerder had gestopt. Door het handmatig "overrulen" van het veiligheidssysteem kon het ongeval dus gebeuren. Het ongeluk is dus niet aan de achtbaan te wijten, want het veiligheidssysteem had gewerkt.
Uiteindelijk bleek uit camerabeelden dat het lege wagentje was stilgevallen door een te harde tegenwind. Het was twintig seconden ondersteboven blijven hangen vooraleer het terugrolde, waardoor het op een onverwachte plaats stilhing en daardoor op camerabeelden moeilijker te zien was. Mogelijk verklaart dit dat een medewerker de volgende trein, die door het systeem was gestopt, toch liet vertrekken. Of de medewerker effectief naar de beelden heeft gekeken, is echter niet zeker.
Bovendien bleek ook dat de achtbaan eigenlijk zelfs niet had mogen draaien op die dag. Er was windkracht 8, terwijl de fabrikant heeft verboden de baan in gebruik te nemen bij een windkracht hoger dan 7, net omdat er dan een trein zou kunnen stilvallen. Desondanks besloten de medewerkers van dienst de baan te openen.

### Inzittenden
De vier inzittenden op de voorste rij liepen diverse verwondingen op: een man liep een gebroken been en een klaplong op. Bij een vrouw werd het linkerbeen geamputeerd boven de knie en zij had een gebroken hand. Haar vriend had twee gebroken knieën en ernstig verwonde handen. Van het vierde slachtoffer heeft de familie gevraagd om terughoudendheid in het vrijgeven van informatie. Wel is duidelijk dat ook zij blijvend letsel opgelopen heeft.